# Cercopagis pengoi
Cercopagis pengoi es una especie de crustáceo nativo de las franjas salobres del Mar Negro y el Mar Caspio. En las últimas décadas se ha extendido como una especie invasora en algunas vías fluviales de agua dulce y en los embalses de Europa del Este y el mar Báltico. Además se introdujo en las aguas de lastre en los grandes lagos adyacentes y se ha convertido en una plaga clasificada en las 100 peores especies invasivas del mundo.
Cercopagis pengoi es un cladocerano depredador y, por lo tanto, un competidor de otros invertebrados y peces más pequeños. Por otro lado, ha proporcionado una fuente de alimento para peces planctívoros. También es una molestia para la pesca, ya que tiende a obstruir las redes.

## Descripción
La longitud del cuerpo de Cercopagis pengoi es de 1 a 3 mm, pero con la cola incluida varía de 6 a 13 mm. El tamaño cambia según la ubicación: los más grandes se encuentran en el mar Báltico (tamaño corporal medio 2,0 mm) y los más pequeños en el lago Ontario (tamaño medio 1,4 mm). El nombre inglés se refiere a los tres pares y un bucle característico al final de la cola.